# Ricks Spring
Koordinaten: 41° 50′ 24,5″ N, 111° 35′ 19,6″ W
Ricks Spring (deutsch: Ricks Quelle) ist eine Karstquelle im Staat Utah in den Vereinigten Staaten.

## Geographie
Die Quelle befindet sich im Cache County, etwa 25 km Luftlinie nordöstlich von Logan und 20 km südwestlich von Garden City. Sie liegt im Wasatch-Cache National Forest in der Wasatchkette (Teil der Rocky Mountains) am rechten Ufer des Logan Rivers, der dort den Logan Canyon durchfließt. Durch das Tal verläuft der Highway 89. Das dem großen Höhlenportal entspringende Wasser mündet nach etwa 50 m in den Logan River. Ricks Spring befindet sich in einem abflusslosen Einzugsgebiet, dem Großen Becken.

## Hydrologie
In den 1950er Jahren bemerkten Hydrogeologen einen Zusammenhang zwischen dem Fließverhalten des Flusses Logan und der Quelle. Die Theorie einer Verbindung zwischen beiden entstand. Im Jahr 1972 fror ein harter Winter den Fluss an einigen Stellen zu, wodurch sich das Wasser stromaufwärts staute. Die Schüttung in Ricks Spring erhöhte sich und ließ erst nach, als der Pegelstand des Logan Rivers wieder sank. Dies bestätigt die Verbindung zwischen dem Fluss und der Karstquelle. Bei Färbversuchen im Logan River, konnten später Spuren der Versuchssalze im Wasser der Quelle festgestellt werden.
Später wurde durch weitere Färbversuche festgestellt, dass der Logan-Fluss nicht alleine Ricks Spring speist. Das Wasser mehrerer kleinerer Bäche im Umkreis von acht Kilometern und teilweise bis zu 800 Metern höher gelegen, tritt auch in Ricks Spring wieder zutage. Es besteht auch eine unterirdische Verbindung zwischen dem Gebirgssee Tony Grove Lake und der Karstquelle.

## Geologie
Ricks Spring entspringt einem mächtigen, aus Sedimentschichten bestehenden Höhlenportal im Felsen. Das Gestein wurde durch Druck und Erdbeben zum Falten gebracht, so dass es an Schwachstellen aufbrach und Spalten entstanden. Über die Zeit erodierte es und Wasser drang durch diese Punkte in den verkarsteten Kalkstein. Es entstand ein unterirdischer Flusslauf, der Wasser aus den umliegenden Bächen und Seen aufnimmt und an der Quelle zutage tritt.
Es gibt zwei Höhlen in Ricks Spring. Die obere Wasserhöhle erstreckt sich ungefähr acht Meter in den Fels. Die zweite Höhle ist ein ausgedehntes Netz von nassen und trockenen Passagen, das nur durch Höhlentauchen erreichbar ist. Seit 2009 ist es bis zu ungefähr 660 m erforscht worden.

## Geschichte
Thomas Edwin Ricks siedelte im Jahr 1859 im nahe gelegenen Cache Valley. Der Logan Canyon war ein Gebiet, das reich an Holz und andere Ressourcen für die nahe gelegenen Siedlungen war. Ricks Erkundungen vom Canyon gehören zu den ersten Dokumentationen des Gebiets. 1899 begann Ricks mit anderen den Bau einer Straße zum Bear Lake Valley. Der Weg zu Ricks Spring war im ersten Abschnitt noch vor dem Winter abgeschlossen. Innerhalb eines Jahrzehnts wurde das Gebiet ein beliebtes Ausflugsziel. Die Straße ist jetzt Teil des Logan Canyon Scenic Byway, einem Teil des Highways 89.